# 서배너강

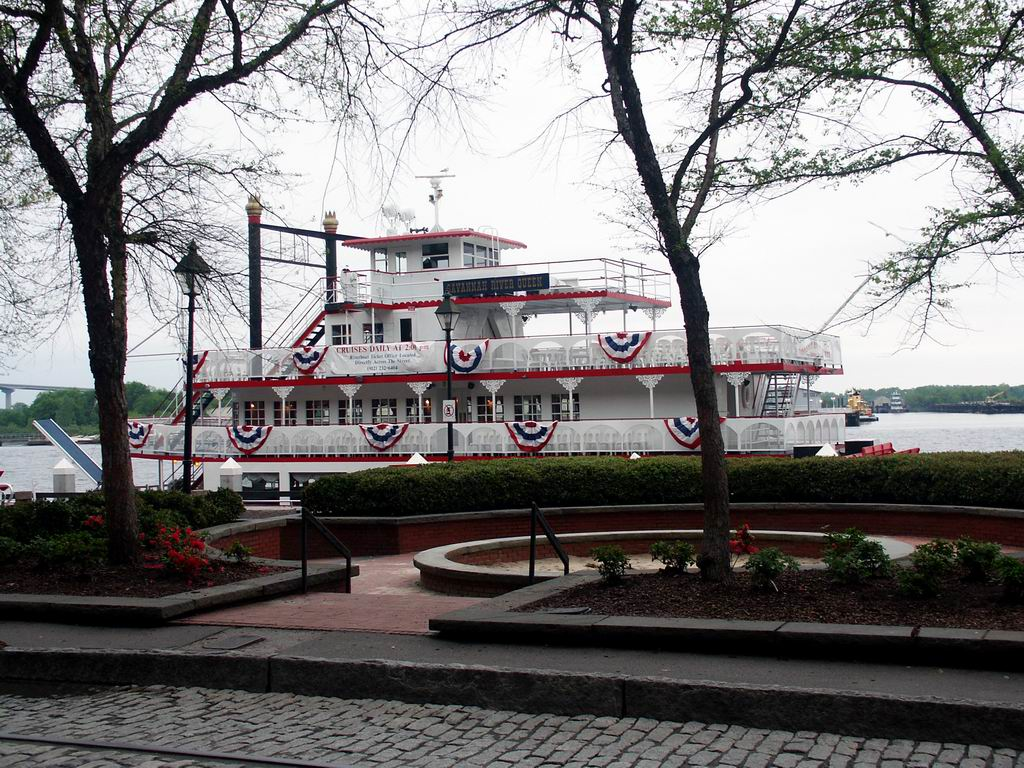

서배너강(영어: Savannah River)은 미국 남동부에 있는 길이 563km의 강이다. 사우스캐롤라이나 주와 조지아 주의 경계선을 흐른다.